# Observatoire astronomique des Abruzzes
L'Observatoire astronomique des Abruzzes (aussi connu sous le nom Observatoire Collurania ou Observatoire Teramo) est un observatoire astronomique public italien situé dans la localité de Collurania, à Teramo, dans la région des Abruzzes, en Italie centrale. Avec autres observatoires, cinq anciens instituts du Conseil National de la Recherche et le télescope national Galileo, il fait partie de l'Institut National d'Astrophysique et gère également et directement la Station d'observation de Campo Imperatore. Il possède l'actuelle dénomination depuis le 11 septembre 2017, après la délibération du conseil d'administration de l'Institut National d'Astrophysique du 23 juin 2017. Il porte le code 037 de l'AIU. 
Il a été fondé par l'astronome Vincenzo Cerulli, auquel ensuite il a été dédié : en effet, entre 1890 et 1893, il a fait construire la structure dans la localité de Collurania sur les collines devant Teramo. La construction a donné le nom au village entier sur lequel il est situé. Entouré d'un grand parc de pins, de cyprès et de sapins, l'observatoire avec le dôme blanc caractéristique du pavillon principal, représente l'un des traits les plus caractéristiques du paysage local.

## Fondation

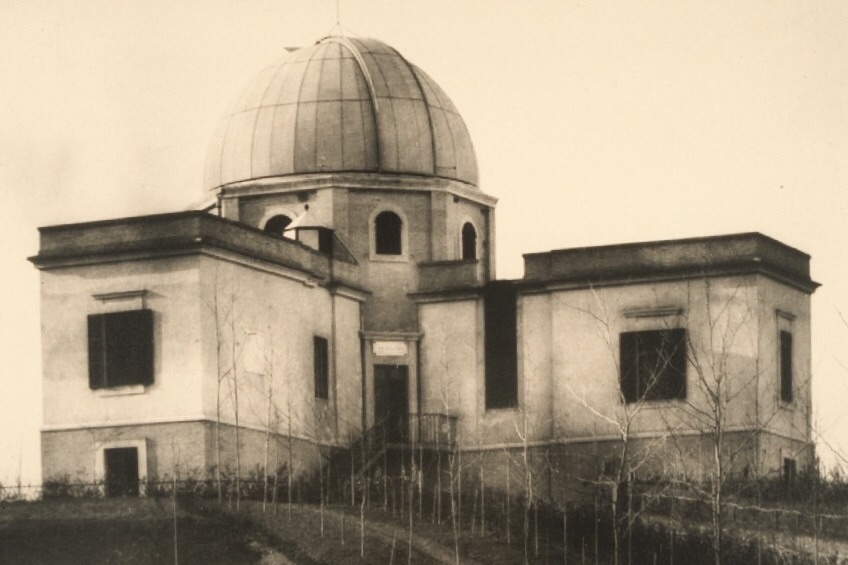

La structure de l'observatoire a été conçue par l'ingénieur Carlo Maria Viola, né à Zara en 1855, d'une famille irrédentiste, et mort à Bologne en 1925. Excellent géologue, il jouissait d'une profonde estime et d'une grande renommée, même à l'échelle internationale. Viola a commencé ses études universitaires de l'Université de Vienne et les a ensuite poursuivis à la Rome Application School. Il a ensuite déménagé à Berlin, où il a obtenu sa spécialisation au sein de l'Académie montanistique de Berlin et a travaillé pendant deux ans à l'Institut de géologie de Berlin. De retour en Italie, entre 1888 et 1894, il effectua des levés géologiques de toute la partie centrale et méridionale du territoire national. De 1905 à 1925, année de son décès, il fut nommé professeur de minéralogie à la Faculté des sciences de l'Université de Parme.

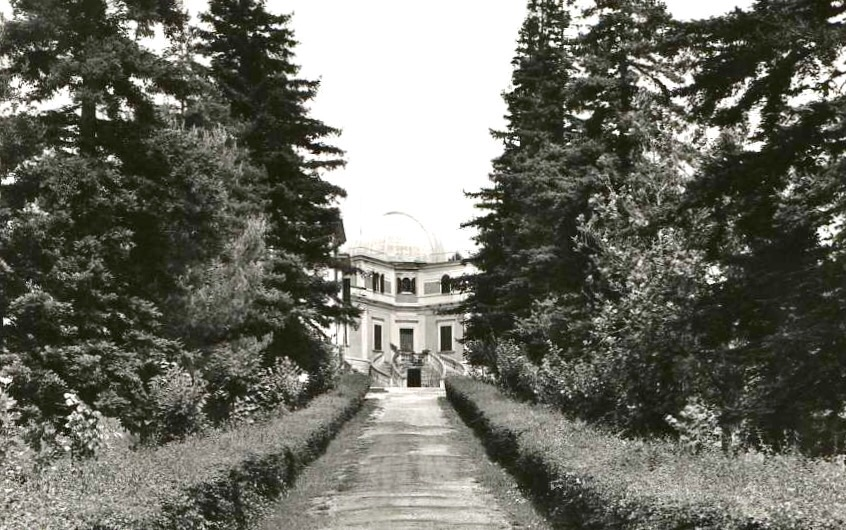

Sa signature apparaît sur le projet de construction de l'observatoire astronomique Teramo: il y travailla, en contact étroit avec Vincenzo Cerulli, client et propriétaire de la structure, d'avril 1890 à août 1893, date à laquelle le bâtiment pouvait désormais être annoncé. complété. C'est lui et Vincenzo Cerulli qui ont attribué le nom de Collurania à la colline sur laquelle se dresse l'observatoire. Même aujourd'hui, cette localité porte ce nom.
Sur la base des projets développés par Ing. Viola, au centre du pavillon principal de l'observatoire, un grand pilier de plus de 15 mètres de haut a été construit dans le but de soutenir le gigantesque télescope de 39 cm Cooke, qui a donné son nom à l'ensemble du pavillon. Sans ce pilier, le télescope, situé au centre de la salle d’observation au dernier étage, s’effondrerait dans le sol.
D'une apparence et d'une taille significativement différentes de celles que l'on peut voir aujourd'hui, le pavillon principal de l'observatoire était à l'origine équipé d'une grande fissure verticale dans l'aile droite, ouverte en 1892, qui servait à loger le télescope zénithal fabriqué réalisé en 1890 à Londres, à la demande de Vincenzo Cerulli, par la société Troughton & Simms. Cet instrument en acier, laiton doré et bois avait pour objectif de mesurer la distance entre les étoiles. Il a été utilisé jusqu'en 1922. Il a ensuite été démonté, réaménagé en 1945 puis définitivement abandonné.
En 1919, la fissuration verticale a été murée et le pavillon principal, également grâce à une élévation partielle, a repris son aspect actuel. Dans le projet initial, une fissure similaire, mais dans une direction horizontale, était prévue dans l'aile gauche du même pavillon. Il aurait eu pour but d’accueillir une série d’instruments de mesure du temps, mais cela ne s’est jamais réalisé.

## Le dôme et la lunette Cooke
Le dôme  du pavillon principal, distinctement visible même du centre de la ville de Teramo au sommet de la colline sur laquelle se dresse l'observatoire, a une histoire autonome : aujourd'hui présente à Teramo, autrefois située au Royaume-Uni.
Dans la ville de Scarborough, près de l'intersection de deux routes urbaines, l'astronome James Wigglesworth a construit son propre observatoire, en l'équipant d'un dôme en carton pressé de 9,5 mètres de diamètre et d'un télescope de la société Cooke & Sons. dont Wigglesworth était lui-même actionnaire dans le secteur de l'optique. Le dôme et le télescope, tous deux fournis en 1885 par Cooke & Sons, étaient donc contemporains. Le 1er septembre 1885, l'Observatoire de Scarborough était officiellement opérationnel et son propriétaire, James Wigglesworth, et son assistant astronome, Gerhard Lohse, prirent la relève. À la mort du constructeur en 1888, les héritiers décident de fermer et de démonter son observatoire. Les matériaux qu'il contient, notamment le dôme Cooke et le télescope, ont ensuite été démontés et vendus à l'astronome italien Vincenzo Cerulli. C'était le 30 juin 1890.
Ensuite, le dôme et le télescope sont arrivés à Teramo, où ils ont été remontés et où ils se trouvent encore aujourd'hui. La coupole, en 1960, fait l’objet d’une couverture complète : zinc et titane à l’extérieur, bois et mousse de polystyrène à l’intérieur. En 2016, le dôme, déjà soumis à la contrainte en tant qu'atout historique, a été restauré et restitué à la couleur blanc pur, correspondant à son apparence d'origine qu'il avait à Scarborough. Même l'isolation thermique interne a fait l'objet d'une rénovation totale afin de se conformer aux normes de sécurité en vigueur.

## Les premières activités scientifiques
Les observations, réalisées à l'aide de la lunette Cooke, ont débuté en 1893 et étaient principalement consacrées à l'observation de la planète Mars et des « canaux martiens », dont la découverte en 1877 par Giovanni Virginio Schiaparelli avait animé le débat astronomique de ces années. Sur la base des observations faites, Cerulli est parvenu à la conclusion que les supposés canaux n'étaient rien de plus que des illusions d'optique de l'observateur en raison d'une intégration trompeuse réalisée par le même, reliant les points noirs à la limite de visibilité entre eux : cette théorie a ensuite été confirmée par le même Giovanni Virginio Schiaparelli. Au cours de ces années, les observations ont également été consacrées à Vénus ainsi qu’aux astéroïdes, aux comètes et aux étoiles doubles.
Le long de l'avenue qui mène au pavillon principal, maintenant connu sous le nom de Viale Mentore Maggini, un autre bâtiment a été construit par Vincenzo Cerulli, à une altitude légèrement inférieure à celle du Cooke : il s'agit du soi-disant petit étang construit en 1900 et destiné non seulement à hébergement, pour accueillir la salle de photographie de la lunette Salmoiraghi sur sa terrasse. C'est en effet dans ce petit pavillon que fut logé cet instrument scientifique, assemblé en 1900 avec du bois en fonte, fer, laiton, argent et noyer.

## Découverte de l'astéroïde Interamnia

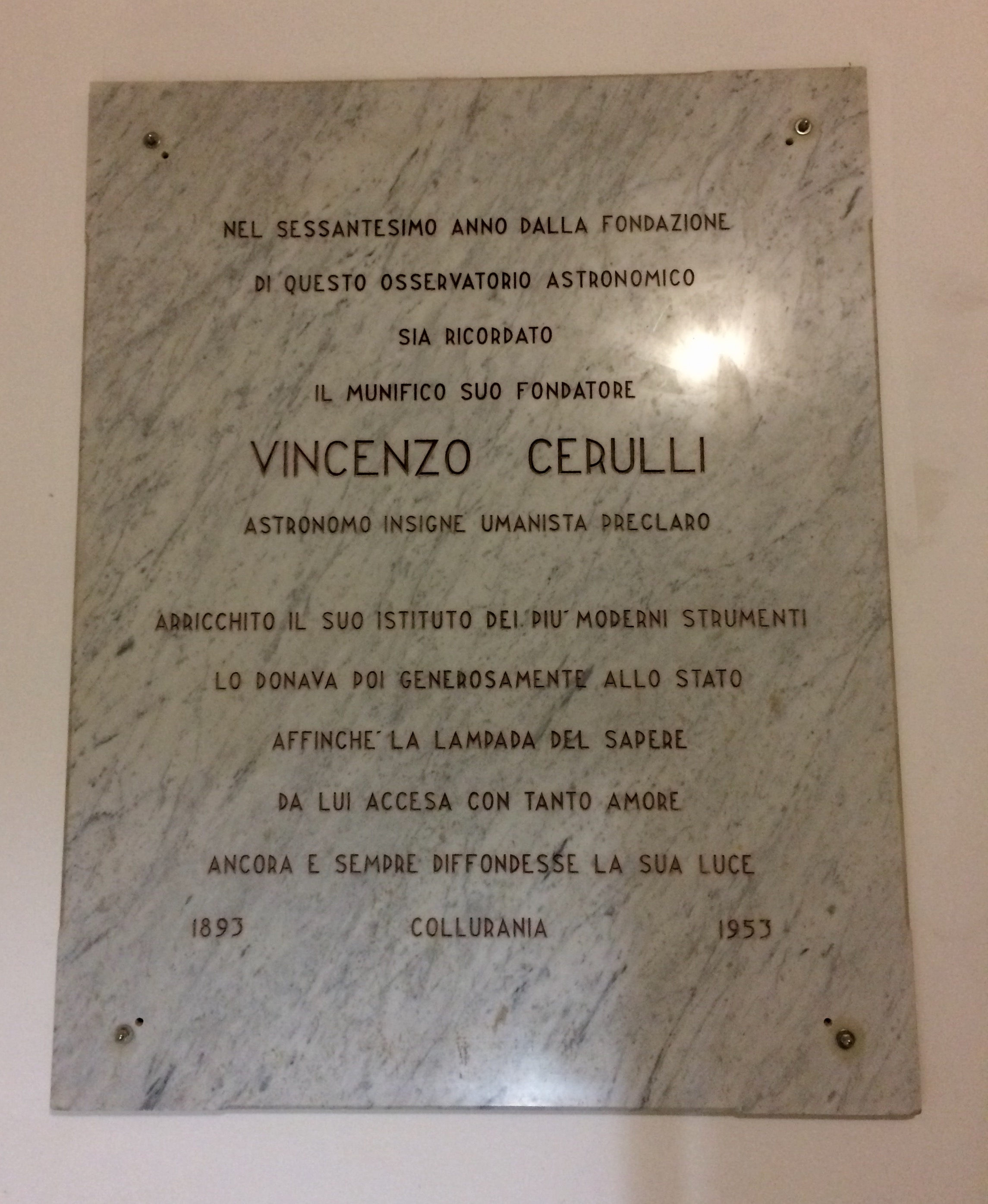
La plaque à la mémoire de Vincenzo Cerulli dans le pavillon principal

Renommé non par hasard comme chercheur de comètes, c'est avec cet instrument que Vincenzo Cerulli a découvert le cinquième plus grand astéroïde du système solaire dans la nuit du 2 octobre 1910, avec ses 350 x 304 km de diamètre, qu'il souhaitait, en l'honneur de sa ville. attribuer le nom d'Interamnia.
Cette découverte n'a cependant pas eu lieu à l'observatoire, mais sur le toit du palais de la famille Cerulli, dans le centre historique de Teramo, où la lunette astronomique de Salmoiraghi a été temporairement déplacée en 1902 en raison de l'absence d'eau courante à Collurania. Dans le palais familial, au deuxième étage, il y avait en fait une pièce à toit ouvrant qui, une fois ouverte, permettait l'observation directe du ciel nocturne. Dans cette pièce, dans la nuit du 2 octobre 1910, Vincenzo Cerulli découvrit l'astéroïde qui consolida sa renommée internationale.
En 1917, parallèlement à la donation du complexe à l’État, le chercheur de comètes retournera à l’observatoire, où il se trouve encore aujourd’hui.

## Donation à l'État
L'ensemble du complexe de l'observatoire a été offert à l'État italien par Vincenzo Cerulli, par un acte signé le 28 juin 1917, dans le but de prouver au fondateur « tout son attachement à la science et à l'éducation publique, grand levier du progrès et de la vie civile ». de concrétiser l’un des désirs de la science que les soi-disant spéculos autonomes, non liées à l’enseignement universitaire, mais directement impliquées dans la recherche scientifique, ne se construisent pas dans les grandes villes mais dans des lieux éloignés des centres très peuplés transparence atmosphérique parfaite ». Le contrat de donation, rédigé par Dr. Luciano Foschini, ainsi fut ouvert: "En régnant sur Sa Majesté Vittorio Emanuele III, par la grâce de Dieu et par la volonté de la Nation Royale d'Italie, en l'an 1917, le vingt-huitième jour du mois de juin, à Rome, au Palais de l'Intendance des finances, M. Vincenzo Prof. Cerulli, était Serafino, propriétaire, né et domicilié à Teramo et résidant à Rome, a fait don à la propriété de l’État de l’observatoire astronomique de sa propriété, situé à Contrada Collurania, dans la municipalité de Teramo, avec des outils, des machines et tout autre matériel scientifique existant dans ceux-ci, ainsi que ceux conservés dans le domicile paternel du donneur ». Le don était subordonné à la condition "qu'aucun autre objectif ne peut être donné à l'observatoire: dans ce cas, la propriété des bâtiments et des instruments scientifiques sera transmise ipso facto aux héritiers légitimes du donateur". Pour des clauses contractuelles précises et pour le restant de ses jours, Vincenzo Cerulli a conservé "le droit d'entrer dans les locaux de l'Observatoire, de mener des études et des recherches en utilisant le matériel scientifique existant".
"L'Observatoire royal d'astronomie" Vincenzo Cerulli "de Collurania est érigé en organe moral sous la tutelle du ministère de l'Education nationale". Avec ces mots, la loi du 25 juin 1931 n. 926, publié au Journal officiel du 7 août 1931, n. 181. Cette loi, entre autres choses, a formellement approuvé et appliqué l'accord signé le 4 juin 1929 entre l'État et l'héritier de Vincenzo Cerulli, Carmela Fioretti, avec lequel les dernières volontés de l'astronome fondateur ont été fournies: , aux frais de la famille et sans charge pour l’État, une série de nouveaux instruments scientifiques qu’ils ont commandés peu de temps avant sa mort et de construire, près du pavillon principal, un nouveau bâtiment destiné à abriter la résidence du directeur de l’Observatoire.
Ce nouveau bâtiment, établi par le "Corps royal du département de génie civil de Teramo", a été définitivement achevé en 1931 et a donc été relié au pavillon Cooke grâce à un passage couvert surélevé, toujours présent aujourd'hui. Le nouveau bâtiment était destiné dans le même accord stipulé le 4 juin 1929 entre l'État et « Mademoiselle Carmela Fioretti, héritière universelle des substances de Cerulli », conformément à son testament olographe daté du 1er juillet 1925 et déposé chez le notaire Bernardo Striglioni à Tori, à Teramo ». Dans la convention en question, Carmela Fioretti s'est déclarée "prête à satisfaire, sans exception ni conditions, l'obligation que lui imposait la volonté du défunt de faire construire l'immeuble à Collurania pour la résidence du directeur, en s'engageant à verser au ministère de l'Éducation les somme de deux cent cinquante mille lires italiennes ».
En exécution de la convention susmentionnée, Vincenzo Cerulli a également quitté l'observatoire avec le nouvel équipement scientifique que son héritier vient d'acheter et, curieusement, une voiture Fiat, un tour complet De Carolis, une nouvelle brouette, une brouette usagée, une raboteuse, une « Enclume en acier dur et station radiotélégraphique de studio Marconi de six unités avec accessoires ».

## Description du complexe
Le grand complexe architectural de l'observatoire est aujourd'hui composé d'une série de zones non couvertes et de structures distinctes, dont certaines ont été partiellement modifiées au cours des décennies.

## La localité de Collurania

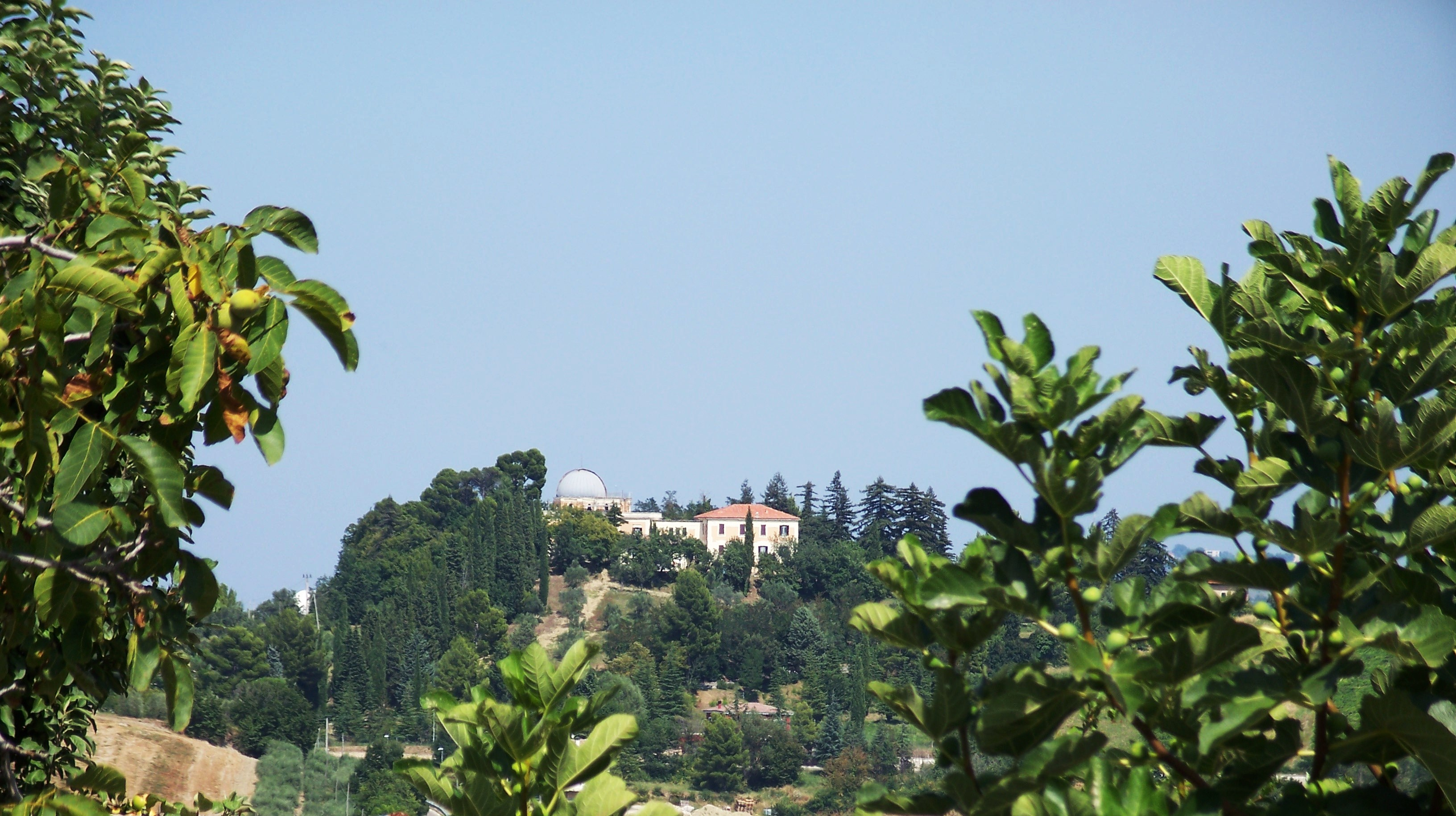
La localité de Collurania

Le lieu où se trouve l'observatoire, qui, depuis sa fondation, prend le nom de Collurania, est une colline située à environ 400 m d'altitude, à 5 km de la ville de Teramo et au sud-est de celle-ci. Du sommet, la vue que l'on peut voir va de la mer Adriatique à la chaîne des Apennins, sur laquelle se distingue l'essentiel du Gran Sasso d'Italie.

### Le parc, la grotte de Lourdes et l'allée de cyprès
Un grand parc entoure les différents pavillons qui composent le complexe: les essences les plus courantes sont le pin, le cyprès et le sapin. Les bancs, les tables, les aires de repos et les amphithéâtres extérieurs sont répandus dans le parc. En partant de la porte principale, qui porte les mots Observatoire astronomique en lettres métalliques et s’ouvre directement sur la route nationale 81, une allée dédiée à l’un des premiers directeurs de l’observatoire, Mentore Maggini, mène au sommet de la colline et au pavillon principal. Une série de passages piétonniers, répartis dans tout le parc, relie les différents pavillons au pavillon principal.
Près de la porte d'entrée, juste avant le bâtiment qui sert maintenant de maison d'hôtes et d'entrepôt, se trouve une grotte artificielle, à l'imitation de la grotte de Lourdes, contenant une statue de la Vierge et un autel.
À côté, l'allée bordée de cyprès, une longue allée escarpée avec les traces d'un vieil escalier en pierre mène directement au pavillon principal.

## Le pavillon Cooke
Constitué structurellement d'un corps octogonal central au-dessus duquel s'élève le dôme de la lunette Cooke, qui donne son nom à l'ensemble du pavillon, le bâtiment principal comprend trois bâtiments supplémentaires reliés symétriquement au bâtiment central. Constitué au départ d'un seul niveau surélevé et d'une fente verticale nécessaire pour accueillir le télescope zénithal fabriqué en 1890 à Londres par la société Troughton & Simms. En 1919, cette fente a été murée et le pavillon partiellement surélevé a retrouvé son apparence actuelle, à l'exception de l'escalier d'entrée, disposé de la manière visible aujourd'hui à la fin des années 1930.
Un pilier au centre de la structure, de forme légèrement conique et de 15 m de hauteur, traverse tout le pavillon verticalement et est destiné à supporter la lunette astronomique Cooke, dont le poids serait excessif pour le sol de la salle d’observation.
En plus du télescope, le pavillon abrite la bibliothèque, l'atelier et d'autres services. Le musée de l'observatoire, installé dans la Sala dello Zodiaco, dans la Sala del Pilastro et dans la Sala Maggini, se trouve également dans le pavillon principal.

## L'immeuble de bureaux
Construit, sur la disposition précise du fondateur Vincenzo Cerulli, l'immeuble de bureaux est né en 1931 et avait pour fonction d'accueillir, par voie de résidence, le directeur de l'observatoire. Rejoint par le pavillon principal par un passage aérien couvert, qui existe encore aujourd'hui, le bâtiment abrite actuellement les bureaux techniques et administratifs, la direction, le concierge et d'autres services. 

## La specoletta
Au pied de la colline, Vincenzo Cerulli a également construit en 1900 un bâtiment supplémentaire pour l'observatoire : c'est la specoletta. La structure à deux niveaux a été conçue pour le logement, mais, sur sa terrasse, a également été logé une caméra photo avec l'objectif triple cooke, ayant 165 mm d'ouverture et 1 m de distance focale, monté sur la lunette Salmoiraghi, rebaptisée de la comète. Un télescope qui, cependant, en 1902, en raison de l'absence d'eau courante en Collurania, nécessaire pour laver les dalles, a été transféré à la maison du Cerulli à Teramo et ramené à l'observatoire seulement en 1917. 
Un travail de construction ultérieur a éliminé l'ancienne terrasse de la specoletta et l'a remplacée par un toit avec des toits en pente, en dessous de laquelle on peut encore voir des traces de la terrasse existante. Aujourd'hui, le bâtiment abrite la maison d'hôtes de l'observatoire. 

## Le Pavillon Zappa

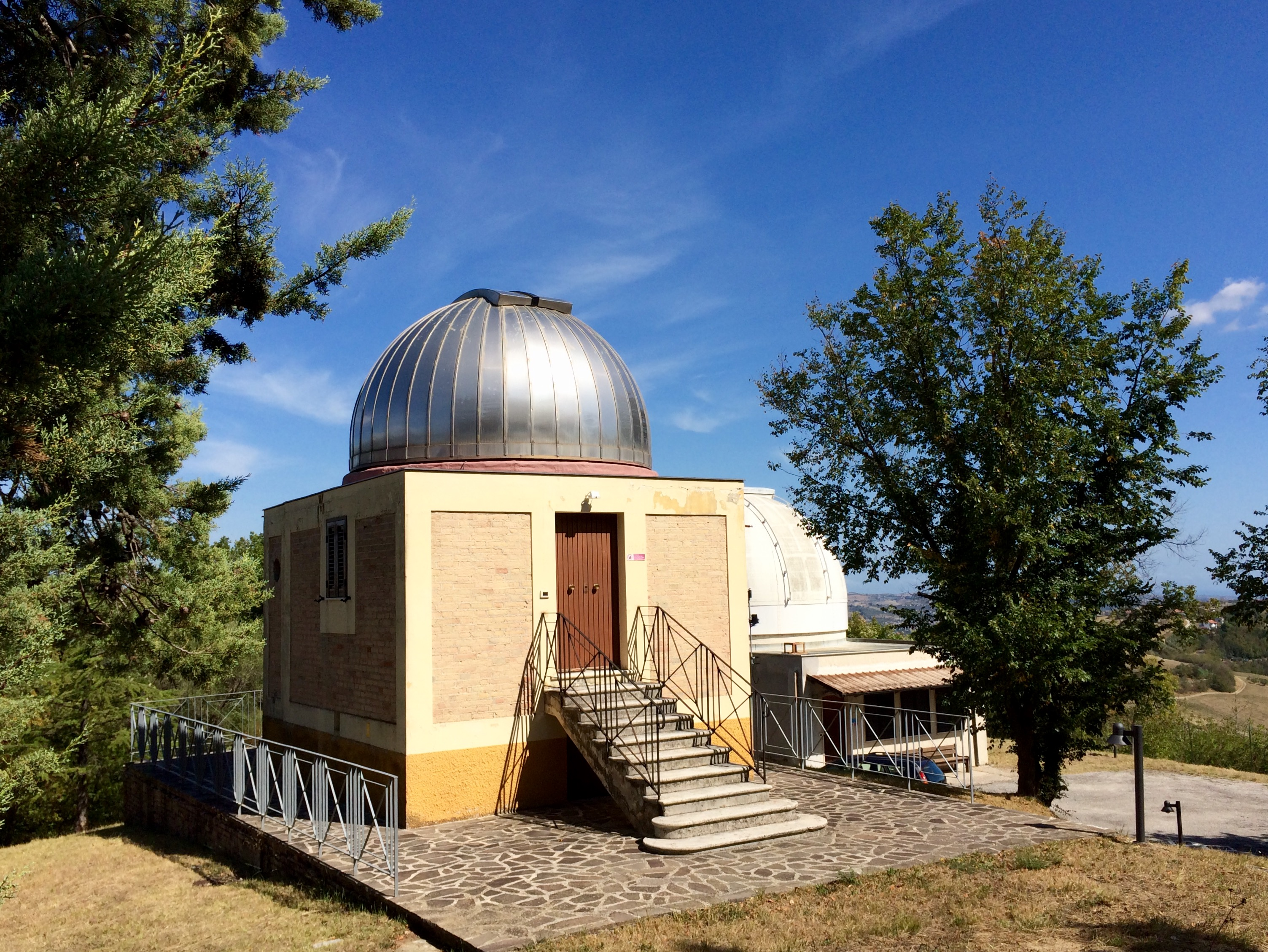
Le Pavillon Zappa

C'est alors le directeur Luigi Taffara qui avait un nouveau petit pavillon, nommé pavillon Zappa, construit en 1924, sur une colline à environ 100 m du pavillon principal et au nord-est de celui-ci, un nouveau petit pavillon, à laquelle il a reçu le nom du Pavillon Zappa, en mémoire du premier directeur de l'observatoire, Giovanni Zappa, décédé l'année précédente. Il s'agit d'un simple bâtiment rectangulaire de 6 m de long et 4,80 m de large, divisé en deux compartiments : le premier, qui était initialement équipé d'une housse mobile avec des bacs coulissants sur roues, était destiné à accueillir la caméra de Cooke ; la seconde, plus petite, était la chambre noire pour le changement de dalles et pour leur développement. Un niveau souterrain, accessible sous l'entrée principale, occupait la surface de l'ensemble du bâtiment. 
En 1947, le directeur Giovanni Peisino a remplacé le toit coulissant par un nouveau dôme dont les travaux d'installation, menés par la société Teramana morô, ont duré de 1949 à 1950. C'était à partir de la même période, entre autres, la consolidation des fondations du Pavillon Zappa, par la construction d'un mur d'enceinte en béton et en brique, en raison de l'occurrence d'un glissement du sol près de l'arrière du bâtiment. 
Aujourd'hui, la structure abrite le télescope XLT, un réflecteur avec une monture équatoriale et une conception optique de type Ritchey-Chrétien, de focale f/8, un miroir primaire de 40 cm et un miroir secondaire d'environ 9 cm. Ce télescope est actuellement utilisé pour des activités de diffusion. 

## Le Pavillon TNT
Construit dans les années 1970, à une courte distance du Pavillon Zappa, le Pavillon TNT abrite actuellement le télescope du même nom : c'est le télescope Teramo Normale, un instrument installé en 1995 et né d'un projet de l'observatoire en collaboration avec le lycée de Pise. TNT est un télescope réflecteur avec un cadre équatorial. Il a une conception optique du type Ritchey-Chrétien avec F714 focal, un miroir primaire de 72 cm et un miroir secondaire d'environ 19 cm. À son niveau focal est un détecteur CCD pour les observations dans les bandes optiques, avec 1024x1024 pixels. Depuis 2012, le télescope est activé pour des observations à distance et est utilisé à la fois à des fins d'observations scientifiques et de diffusion.

## Liste des directeurs
- Giovanni Zappa (1917 - 1923)
- Luigi Taffara (1924 - 1926)
- Mentore Maggini (1926 - 1941)
- Giovanni Peisino (1941 - 1956)
- Piero Tempesti (1958 - 1969) - délégué par Massimo Cimino, ordinaire de l'astronomie à l'Université de Naples
- Mario Rigutti (1969 - 1987)
- Vittorio Castellani (1987 - 1996)
- Amedeo Tornambè (1997 - 2004)
- Oscar Straniero (2005 - 2011)
- Roberto Buonanno (2012 - 2018)
- Enzo Brocato (2018 - in carica)

## Activités scientifiques actuelles
Depuis 1994, l'observatoire dispose d'un télescope (le Teramo Normale Telescope-TNT) avec un miroir primaire de 72 cm. 
Le centre informatique de l'observatoire, endommagé par le tremblement de terre dans la région d'Amatrice entre le 23 et le 24 août 2016, a été démoli en novembre de la même année et l'équipement a été localisé dans les autres bâtiments du complexe.